# Episodi di Siska (undicesima stagione)
| nº | Titolo originale            | Titolo italiano       | Prima TV Germania | Prima TV Italia |
| -- | --------------------------- | --------------------- | ----------------- | --------------- |
| 1  | Schwer wie die Schuld       | Amore paterno         | 2008              | 1º marzo 2009   |
| 2  | Seele im Nebel              | Visita a sorpresa     | 2008              | 8 marzo 2009    |
| 3  | Keine Gnade für Ronny Brack | Errore Giudiziario    | 2008              | 15 marzo 2009   |
| 4  | Und alles kann man kaufen   | Tutto si può comprare | 2008              | 22 marzo 2009   |
| 5  | Die Wahrheit                | Gioco d'azzardo       | 2008              |                 |